# Eros i Dionís
Eros i Dionís és un fresc provinent de la Vil·la d'Ariadna, trobat durant les excavacions arqueològiques de l'antiga ciutat d'Estàbia (l'actual Castellammare di Stabia) i conservat a l'Antiquarium stabiano.

## Història i descripció
El fresc es remunta a la segona meitat del segle i, a mitjans del període neronià, i estava situat en una estança encara no identificada de la Vil·la d'Ariadna. Va ser trobat durant les excavacions arqueològiques realitzades per Libero D'Orsi a partir de 1950 en forma de fragments. L'obra formava, de fet, part d'una gran decoració pictòrica que s'ha perdut. Un cop recompost, es va guardar a l'Antiquarium stabiano.
L'escena representa un amoret de perfil, interpretat com Eros, subjectant el braç d'un home adormit, probablement Dionís, a la mà del qual sosté un kantharos i va vestit amb una túnica vermella. D'aquesta darrera figura només en queden alguns rastres. Eros, en canvi, que a la imatge devia tenir una funció secundària, està representat amb les influències clàssiques de l'època alexandrina, és a dir, un amoret alat, amb cabells ondulats, trets facials ben definits i grassos, a més com tot el caràcter i excel·lent ús de l'ombrejat, especialment visible a la mà. A la part inferior del fresc es pot veure un marc dibuixat amb tires i una banda amb ovals allargats.